# Штехер, Бертольд
Бертольд Штехер (нем. Berthold Stecher) — первый известный градоначальник (войт) Львова XIV века.

## Биография
Первые немецкие поселенцы на территории Галицкого и Волынского княжеств появились ещё в XII веке. Немецкая община вместе с русинской, еврейской и армянской присутствовала во Львове со времени его основания королями Даниилом Романовичем и Львом Даниловичем Галицкими. Немецкие переселенцы принесли во Львов традиции Магдебургского права, при котором войт (староста) руководил делами городской общины и представлял её перед королём.
Бертольд Штехер, немец по происхождению, был первым известным градоначальником (войтом) Львова (ок.1300-ок.1330).
Бертольд Штехер был с числе основателей костёла Марии Снежной — одного из древнейших храмов Львова. За труд на благо города получил в награду от Льва Даниловича мельницу Сельский кут над р. Полтвой, на перекрёстке нынешних улиц Замарстыновской и Химической, озёра и 2 небольшие имения в Малых Винниках и Подберезцах.
Таким образом, он стал первым известным в истории обладателем Винников.
Право владения этими имениями потомкам Бертольда — Юрий, Руперту и Маргарите — подтвердил польский король Казимир III своей привилегией от 22 августа 1352 года. Эта грамота стала первым письменным упоминанием о Винниках.
Сын Бертольда — Матеус в свою очередь был войтом Львова, а его правнук Пётр Штехер был городским ратманом и бургомистром в конце XIV — начале XV вв. Построил городской водопровод и руководил строительством Латинского собора во Львове.